# Liste von Nebenflüssen des Rio Piquiri
Liste von Nebenflüssen des Rio Piquiri
→ (zurück) zum Nebenfluss-Abschnitt im Rio-Piquiri-Artikel
Die Liste enthält Nebenflüsse des Rio Piquiri, die in OpenStreetMap namentlich ausgewiesen sind (Stand: Januar 2023).
Längen- und Höhenangaben fußen auf OSM-Daten.
Die Höhenangaben werden mit dem Tool Google Maps Koordinaten einfach und schnell finden (Vivid Planet Software GmbH Internet Agentur und Webdesign Salzburg) festgelegt.
Die Länge und die Fluss-Kilometer werden anhand der Längenfunktion für die OSM-Wege ermittelt. Beispiel: „Weg: Rio Piquiri“> „Bearbeiten“ (als angemeldeter OSM-Nutzer) > „Kartendaten“ > „Maße-Feld anzeigen“.
| Nebenfluss                                                  | Nebenfluss                                                  | Nebenfluss                                                  | Mündung  | Mündung        | Mündung                               |
| Name                                                        | Lage                                                        | Länge (km)                                                  | Höhe (m) | bei Piquiri-km | Munizip                               |
| ----------------------------------------------------------- | ----------------------------------------------------------- | ----------------------------------------------------------- | -------- | -------------- | ------------------------------------- |
| 1.) Oberlauf ab Zusammenfluss Rio da Barra und Rio Paiquerê | 1.) Oberlauf ab Zusammenfluss Rio da Barra und Rio Paiquerê | 1.) Oberlauf ab Zusammenfluss Rio da Barra und Rio Paiquerê | 1.040    | 0              |                                       |
| Rio da Barra                                                | links                                                       | 8                                                           | 1.040    | 0,0            | Guarapuava, Campina do Simão          |
| Rio Paiquerê                                                | rechts                                                      | 13                                                          | 1.040    | 0,0            | Guarapuava, Campina do Simão          |
| Rio Caçador                                                 | rechts                                                      | 36                                                          | 916      | 29,0           | Turvo, Santa Maria do Oeste           |
| Rio do Cobre                                                | links                                                       | 107                                                         | 479      | 220,6          | Marquinho, Nova Laranjeiras           |
| Rio Bandeira                                                | links                                                       | 42                                                          | 425      | 256,8          | Nova Laranjeiras                      |
| Rio Cascudo                                                 | links                                                       | 42                                                          | 416      | 283,8          | Nova Laranjeiras, Diamante do Sul     |
| 2.) Mittellauf ab Diamante do Sul                           | 2.) Mittellauf ab Diamante do Sul                           | 2.) Mittellauf ab Diamante do Sul                           | etwa 400 | etwa 300       |                                       |
| Rio Diamante                                                | links                                                       | 28                                                          | 390      | 313,2          | Diamante do Sul                       |
| Rio Pinhalito                                               | links                                                       | 31                                                          | 389      | 324,2          | Diamante do Sul                       |
| Rio Achado                                                  | rechts                                                      | 16                                                          | 372      | 332,2          | Altamira do Paraná                    |
| Rio Feio                                                    | links                                                       | 65                                                          | 361      | 339,2          | Diamante do Sul                       |
| Rio São Cipriano                                            | links                                                       | 10                                                          | 355      | 351,2          | Guaraniaçu                            |
| Arroio do Adãozinho                                         | links                                                       | 11                                                          | 334      | 375,4          | Guaraniaçu                            |
| Rio São Francisco (Piquiri)                                 | links                                                       | 75                                                          | 334      | 376,4          | Guaraniaçu                            |
| Rio Cantu                                                   | rechts                                                      | 139                                                         | 334      | 386,4          | Altamira do Paraná, Campina da Lagoa  |
| Rio Bandeira                                                | links                                                       | 80                                                          | 325      | 393,1          | Guaraniaçu, Campo Bonito              |
| Rio Tourinho                                                | links                                                       | 99                                                          | 314      | 409,0          | Campo Bonito, Braganey                |
| Rio Tricolor                                                | rechts                                                      | 165                                                         | 310      | 418,3          | Campina da Lagoa, Ubiratã             |
| Córrego Taquaruçu                                           | links                                                       | 31                                                          | 299      | 431,1          | Iguatu                                |
| Rio Sapucaia                                                | links                                                       | 82                                                          | 296      | 444,1          | Iguatu, Anahy                         |
| Rio dos Porcos                                              | links                                                       | 33                                                          | 293      | 450,9          | Anahy, Corbélia                       |
| Rio Melissa                                                 | links                                                       | 95                                                          | 292      | 461,5          | Corbélia, Nova Aurora                 |
| Rio Carajá                                                  | rechts                                                      | 69                                                          | 287      | 473,5          | Ubiratã                               |
| Rio Comissário                                              | rechts                                                      | 69                                                          | 286      | 477,4          | Ubiratã                               |
| Rio Caracol                                                 | rechts                                                      | 76                                                          | 285      | 480,4          | Quarto Centenário                     |
| Ribeirão Hong Kong                                          | links                                                       | 35                                                          | 284      | 496,2          | Nova Aurora, Formosa do Oeste         |
| 3.) Unterlauf ab Goioerê                                    | 3.) Unterlauf ab Goioerê                                    | 3.) Unterlauf ab Goioerê                                    | etwa 280 | etwa 500       |                                       |
| Ribeirão Água Bela                                          | rechts                                                      | 42                                                          | 280      | 510,5          | Quarto Centenário, Goioerê            |
| Córrego Faria                                               | rechts                                                      | 19                                                          | 280      | 511,5          | Goioerê                               |
| Córrego Limoeiro                                            | rechts                                                      | 14                                                          | 273      | 515,5          | Goioerê                               |
| Ribeirão Água Branca                                        | rechts                                                      | 67                                                          | 273      | 518,8          | Goioerê, Mariluz                      |
| Rio Goioerê                                                 | rechts                                                      | 200                                                         | 267      | 533,0          | Mariluz, Alto Piquiri                 |
| Rio dos Padres                                              | links                                                       | 104                                                         | 259      | 545,1          | Formosa do Oeste                      |
| Rio Verde (mit Oberlauf Rio Boi Piguá)                      | links                                                       | 118                                                         | 250      | 554,1          | Formosa do Oeste, Assis Chateaubriand |
| Rio das Antas                                               | rechts                                                      | 12                                                          | 246      | 555,6          | Alto Piquiri                          |
| Rio Baiano                                                  | links                                                       | 22                                                          | 246      | 565,1          | Assis Chateaubriand                   |
| Rio do Peixe                                                | links                                                       | 40                                                          | 246      | 573,4          | Assis Chateaubriand                   |
| Córrego Água do Areal                                       | rechts                                                      | 60                                                          | 245      | 584,3          | Iporã                                 |
| Rio Azul                                                    | links                                                       | 42                                                          | 245      | 586,3          | Palotina                              |
| Ribeirão Jangada                                            | rechts                                                      | 66                                                          | 239      | 595,4          | Iporã                                 |
| Córrego Sarandi                                             | rechts                                                      | 22                                                          | 238      | 597,3          | Iporã                                 |
| Arroio Pioneiro                                             | links                                                       | 25                                                          | 236      | 612,6          | Palotina                              |
| Rio São Camilo                                              | links                                                       | 29                                                          | 233      | 617,6          | Palotina                              |
| Córrego Pé de Moleque                                       | rechts                                                      | 15                                                          | 228      | 625,9          | Francisco Alves                       |
| Rio Açu                                                     | links                                                       | 48                                                          | 228      | 631,9          | Terra Roxa                            |
| Rio Xambrê                                                  | rechts                                                      | 128                                                         | 226      | 644,8          | Iporã, Francisco Alves                |
| Ribeirão Iporã                                              | rechts                                                      | 34                                                          | 223      | 647,1          | Iporã, Altônia                        |
| 4.) Mündung des Rio Piquiri in den Rio Paraná               | 4.) Mündung des Rio Piquiri in den Rio Paraná               | 4.) Mündung des Rio Piquiri in den Rio Paraná               | 222      | 665,5          |                                       |